# Louis Kolitz

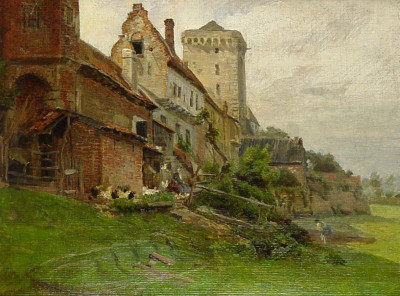
Zons am Rhein

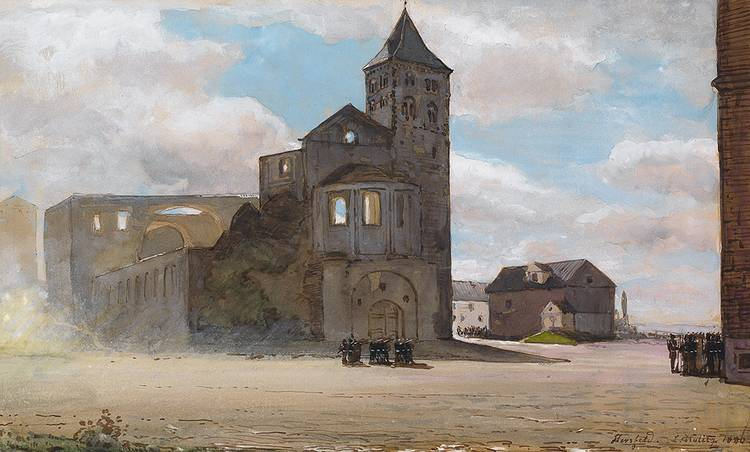
Abteiruine Hersfeld, 1880

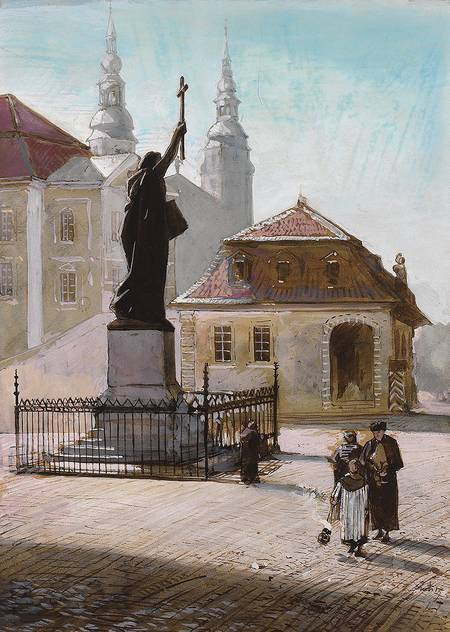
Alte Wache und Bonifatiusdenkmal in Fulda

Louis Kolitz (* 5. April 1845 in Tilsit (Ostpreußen); † 24. Juli 1914 in Berlin) war ein deutscher Maler von Historien, Schlachten, Porträts, Landschaften und Stadtansichten. Von 1879 bis 1911 war er Akademiedirektor in Kassel.

## Leben
Louis Kolitz studierte von 1862 bis 1864 an der Königlich Preussischen Akademie der Künste in Berlin, von 1864 bis 1869 an der Düsseldorfer Kunstakademie. Er war Schüler von Oswald Achenbach, Carl Ferdinand Sohn und Eduard Bendemann. Als Freiwilliger nahm er 1866 am Preußisch-Österreichischen Krieg und 1870/71 am Deutsch-Französischen Krieg teil.
Von 1872 bis 1879 lebte Kolitz als Porträtmaler in Düsseldorf und war Mitglied im Künstlerverein Malkasten. Daneben schuf er auch mehrere Gemälde mit Szenen aus dem Krieg von 1870/71, die von der damaligen Kritik jedoch wegen ihres dunklen Kolorits und ihres kritischen Realismus abgelehnt wurden.
1872 heiratete er in Düsseldorf Louise Cohnitz. Aus der Ehe gingen fünf Kinder hervor, von denen Hans Kolitz (1874–1961) ebenfalls Maler wurde.
1879 wurde er zum Direktor der Kunstakademie Kassel ernannt. Auch hier blieb er ein gesuchter Porträtist, malte aber auch monumentale (1944 zerstörte) Wandgemälde für offizielle Gebäude. Als Akademiedirektor setzte er sich auch besonders für die Ausbildung von Zeichenlehrerinnen ein. Bis ins Alter unternahm er immer wieder Reisen: nach Paris, nach Norderney zum sommerlichen Urlaub, nach Holland und Italien (u. a. nach Riva del Garda ins Sanatorium von Erhard Hartung von Hartungen).
Nach seiner Pensionierung als Akademiedirektor 1911 übersiedelte er nach Berlin und starb dort, kurz vor Ausbruch des Ersten Weltkriegs am 24. Juli 1914.

## Schaffen
Kolitz’ Porträts und Historienbilder zeichnen sich durch ihren Realismus und ihre Detailtreue in stofflichen Valeurs aus, was ihn zu einem beliebten (und gut bezahlten) Porträtisten machte. Heute erscheint er jedoch viel bedeutender als Maler von zahlreichen Landschaftsskizzen und -gemälden im Stil des Impressionismus bereits von den frühen 1870er Jahren an. Er könnte durch sie als Wegbereiter des deutschen Impressionismus gelten, wären sie nicht erst durch die Gedächtnisausstellung zum 75. Geburtstag der Galerie Heinemann (München 1920) bekannt geworden. Einen Teil von ihnen konnte die Neue Galerie Kassel von seiner Tochter Martha Heydemann erwerben, manche dürften jedoch auch noch unbeachtet (da nur selten signiert) auf ihre Entdeckung warten.
Den größten Werkkomplex in öffentlichem Besitz bewahrt die Neue Galerie Kassel, einzelne Arbeiten besitzen die Nationalgalerie Berlin, die Kunstmuseen in Düsseldorf, Bremen u. a.

## Schüler
- Heinrich Hoffmann
- Heinrich Kiel
- Adolf Müller-Cassel
- Heinrich Otto
- Wilhelm Schmidthild

## Ausstellungen
- 2017 documenta 14, Kassel

## Werke in Museen
- Porträt Friedrich Wilhelm Müller, Neue Galerie Kassel